# Hôpital Rudolf Virchow
L'hôpital Rudolf Virchow est un hôpital de Berlin-Wedding. C'est un site classé.

## Histoire
Il est construit entre 1899 et 1906 en des pavillons d'après les dessins de Ludwig Hoffmann. Le site contient à l'origine cinquante-sept bâtiments autonomes avec 2 000 lits et est conçu comme une cité-jardin. Il est baptisé en hommage à Rudolf Virchow, médecin pathologiste et homme politique, décédé entre-temps. Lors de la reconstruction après la Seconde Guerre mondiale, la structure pavillonnaire disparaît en grande partie.
De 1935 jusqu'à la fin de la Seconde Guerre mondiale, l'hôpital est grâce à l'Allgemeines Institut gegen die Geschwulstkrankheiten (de) un institut de recherche et de traitement du cancer. Durant la division de Berlin, l'hôpital sert jusque dans les années 1980 d'hôpital universitaire pour l'université libre de Berlin. Depuis 1995, l'hôpital Rudolf Virchow appartient à l'université Humboldt de Berlin, la clinique du campus est gérée depuis 1988 par l'hôpital universitaire de la Charité de Berlin.
Le campus est le siège du Deutsches Herzzentrum à Berlin (de), qui occupe la partie orientale de ce bâtiment.

## Source, notes et références
1. ↑  http://www.stadtentwicklung.berlin.de/cgi-bin/hidaweb/getdoc.pl?DOK_TPL=lda_doc.tpl&KEY=obj%2009030283
2. ↑  Page officielle de la Charité

- (de) Cet article est partiellement ou en totalité issu de l’article de Wikipédia en allemand intitulé « Rudolf-Virchow-Krankenhaus » (voir la liste des auteurs).